# 土城子镇 (克什克腾旗)
土城子镇，是中华人民共和国内蒙古自治区赤峰市克什克腾旗下辖的一个乡镇级行政单位。

## 行政区划
土城子镇下辖以下地区：
土城子村、瓦房村、五台山村、哈巴其拉村、天保同村、十里铺村、太平村、铁营子村、五分地村、天义号村、石门沟村、水泉村、前进村、五星村和乌兰哈吉盖村。